# Peter och Alexander
Peter och Alexander (egentligen Fenomenala äventyr med Peter och Alexander; flamländska "Jommeke"), är en komisk äventyrsserie från det flamländska Belgien. Serien skapades av tecknaren Jef Nys och publicerades för första gången 1955, då som en ensides-serie i en veckotidning.
1959 utkom den första långhistorien om Jommeke, "De jacht op een voetbal", som blev det första av många album; hittills har över 250 album utkommit, och serien tecknas fortfarande.
Ett trettiotal album har översatts till franska och tyska - enligt obekräftade uppgifter är de tyska albumen i sin tur översättningar från franskan - och två av de tyska albumen har översatts till svenska; "Jakten på professor Grubbel" (egentligen nr. 33) och "Den flygande tunnan" (egentligen nr. 29). De gavs ut av Semic och Albert Bonniers Förlag och kom ut 1973.

## Figurgalleri
- Peter (orig. Jommeke), en modig och äventyrslysten pojke på elva år; ständigt med det ljusa håret i "pottfrisyr" och 50-talsmässigt klädd i kortbyxor och blå slipover. Han bor tillsammans med sin mamma (Marie) och pappa (Theofil) i ett litet samhälle i Flandern (orig. Zonnendorp = "Solby", inget svenskt namn).
- Alexander (orig. Filiberke), Peters bäste vän. Till skillnad från Peter har han mörkt hår. Typisk klädsel för Alexander är röd rock och lila tröja.
- Max (orig. Flip) är Peters gröna papegoja. Han är mycket klipsk, men kan vara lite "näbbig" ibland...
- Professor Jeremias Grubbel (orig. Professor Jeremias Gobelijn), en liten, rundnätt äldre man med stora, vita mustascher. Han är mycket klok - "Professor i allt", påstår han själv - och hittar på de mest fantastiska uppfinningar. Han är också mycket tankspridd, och har för vana att säga raka motsatsen till det han menar...
- Lena och Lotta (orig. Annemieke en Rozemieke), ett par i dubbel mening oskiljaktiga tvillingsystrar, med blont hår i hästsvans. De är Peters och Alexanders flickvänner.
- Sotis (orig. Pekkie), Alexanders svarta pudel.
- Mister MacPudding (orig. Mick MacJampudding), en skotsk godsägare; lever på sin fäderneärvda borg tillsammans med sin trogna hushållerska Arabella. Får ofta besök av Peter och hans vänner.